# Hornbækrevyen
Hornbækrevyen er en revy startet af Stig Lommer i 1935 på Hornbæk Badehotel. Siden blev revyen flyttet til Hotel Marienlyst i Helsingør, men bevarede sit navn. 

## Mindeværdige numre / sange
- "Luften var femten, og vandet var seksten, og pigen var sytten et halvt" (sang: Sigfred Johansen) (1935)
- "Kammerat med solen" (sang: Sigrid Horne-Rasmussen) (1942)
- "Vi er alle i samme båd" (sang: Helge Kjærulff-Schmidt med rumsterstang) (1944)
- "Man sku' ha' det som Diogenes" (sang: Sigrid Horne-Rasmussen) (1944)

| Kunst og kultur | Spire Denne artikel om scenekunst og teater er en spire som bør udbygges. Du er velkommen til at hjælpe Wikipedia ved at udvide den. |